# Martijn Verschoor
Pour les articles homonymes, voir Verschoor.
Martijn Verschoor est un coureur cycliste néerlandais né le 4 mai 1985 à Bovensmilde. Il est professionnel entre 2008 et 2017.

## Biographie
Martijn Verschoor est né en 1985 dans une famille impliquée dans le sport. Il débute par le patinage de vitesse comme souvent aux Pays-Bas. Il pratique alors le cyclisme en été. Alors qu'il a treize ans, il déclare un diabète de type 1. Malgré la maladie, il continue le cyclisme car le cyclisme est sans doute le sport avec le ski de fond et la course à pied qui agit le plus sur la régulation de la glycémie.
Après avoir franchi l'ensemble des échelons, il connait une première expérience au niveau continental en 2008 dans l'équipe Krolstone de Jos Pronk. En 2009, il retourne dans les rangs amateurs néerlandais avant d'être recruté par Phil Southerland, le manager de l'équipe Type 1, lui-même diabétique. En 2010, il court pour l'équipe en compagnie de quatre autres diabétiques. Il compte 2 victoires. Il reste dans l'équipe de 2010 à 2017. Il met un terme à sa carrière de coureur à l'issue de la saison 2017.

## Palmarès
- 2007
  - Omloop van het Ronostrand
- 2009
  - Ronde van de Kerspelen
  - Wim Hendriks Trofee
- 2011
  - 2e étape du Tour de Beauce

## Classements mondiaux
| Année            | 2009 | 2010 | 2011 | 2012 | 2013 | 2014 | 2015 | 2016   | 2017   |
| ---------------- | ---- | ---- | ---- | ---- | ---- | ---- | ---- | ------ | ------ |
| UCI Africa Tour  |      |      | 157e |      |      |      |      |        |        |
| UCI America Tour |      |      | 274e |      | 309e | 357e |      |        |        |
| UCI Asia Tour    |      |      | 237e | 217e | 347e |      | 179e |        | 290e   |
| UCI Europe Tour  | 917e |      |      |      |      |      | 512e | 1 519e | 1 622e |